# 661786 Aikman
661786 Aikman è un asteroide della fascia principale esterna. Scoperto nel 2005, presenta un'orbita caratterizzata da un semiasse maggiore pari a 3,017705 UA e da un'eccentricità di 0,083277, inclinata di 4,289438° rispetto all'eclittica.
Christopher Aikman è un astrofisico canadese, precedentemente impiegato presso il Dominion Astrophysical Observatory del Consiglio nazionale delle ricerche del Canada. È un'autorità per quanto riguarda le indagini spettroscopiche sulle comete e sulle stelle chimicamente peculiari.